# Karl Hackbrett

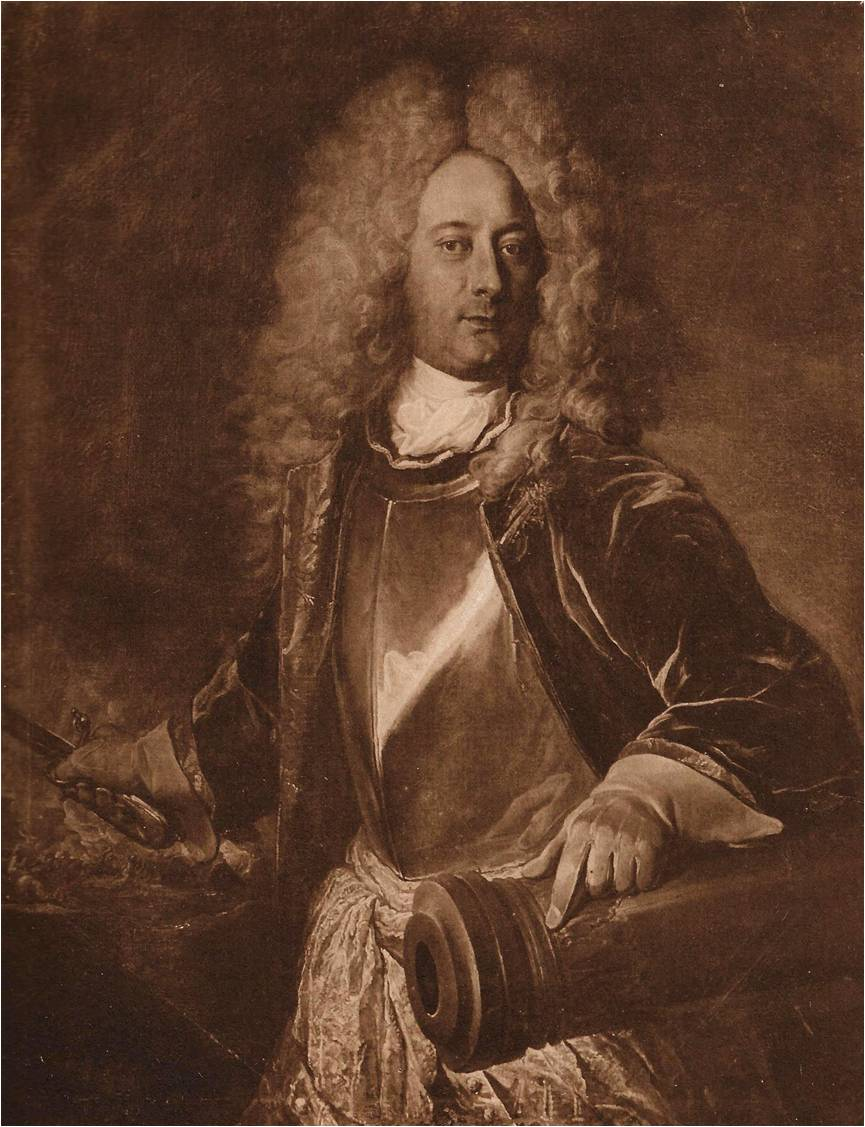
Karl Hackbrett, Bildnis von Johann Rudolf Huber (1713).

Karl Hackbrett (get. 6. April 1674 in Bern; † 29. Oktober 1737 ebenda) war ein Berner Offizier und Magistrat.
Im Dienst des Herzogs Viktor Amadeus II. von Savoyen wurde Hackbrett 1709 Oberst eines Schweizerregiments. Im Zweiten Villmergerkrieg kommandierte er eine Infanteriebrigade und war Platzkommandant von Baden. Wieder in Savoyen machte er als Brigadier 1717 bis 1718 die sizilianischen Feldzüge mit und stieg 1719 zum Generalmajor auf. 1720 kaufte er die Herrschaft Kehrsatz, 1723 die Herrschaft Perroy. Nach seiner Beförderung zum Generalleutnant 1731 kehrte er nach Bern zurück und wurde im gleichen Jahr Landvogt von Lausanne.